# Firenze Ladies Open
Il Firenze Ladies Open è un torneo femminile di tennis che si tiene a Firenze in Italia dal 2023. Fa parte della categoria WTA 125 e si gioca sulla terra rossa del Match Ball Firenze Country Club, durante la seconda settimana degli Internazionali BNL d'Italia.

## Albo d'oro

### Singolare
| Anno | Categoria | Campionessa     | Finalista       | Punteggio |
| ---- | --------- | --------------- | --------------- | --------- |
| 2023 | WTA 125   | Jasmine Paolini | Taylor Townsend | 6–3, 7–5  |

### Doppio
| Anno | Categoria | Campionesse               | Finaliste                    | Punteggio        |
| ---- | --------- | ------------------------- | ---------------------------- | ---------------- |
| 2023 | WTA 125   | Vivian Heisen Ingrid Neel | Asia Muhammad Giuliana Olmos | 1–6, 6–2, [10–8] |